# Papiro di Stoccolma
Il Papiro Holmiense di Stoccolma è un papiro egizio risalente al tardo III secolo o ai primi anni del IV secolo, scritto in greco e conservato alla Kongelike Bibliotek di Stoccolma con la collocazione Handskriftsavdelingen, Dep. 45. Questo documento è particolarmente importante perché si tratta della più antica testimonianza conservatasi di testo alchemico e di ricettario tecnico nel campo dei procedimenti pratici della realizzazione di un'opera d'arte assieme all'altra parte del papiro conservata nei Paesi Bassi, il cosiddetto Papiro di Leida.
Il papiro fu scritto probabilmente a Tebe e venne rinvenuto nel XIX secolo in un'antica tomba e in seguito trasferito a Stoccolma, acquisendo il nome odierno.
Contiene una ricca, seppur frammentaria, panoramica delle conoscenze tecniche artigianali, relativa all'area egizia e mediorientale, di particolare interesse perché scritto in una fase di transizione tra il mondo classico e quello medievale, anche se gli studiosi ritengono che i procedimenti descritti siano spesso molto più antichi del papiro e spesso tramandati di generazione in generazione artigiana. Il papiro però non presenta significative tracce di usura ed è scritto in onciale greca, regolare, senza tracce di corsiva né di legature, per cui si tratta probabilmente di un testo destinato a una biblioteca piuttosto che a un vero e proprio laboratorio.
Vi sono indicate 159 ricette o procedimenti chimici piuttosto alla rinfusa (nella pratica sono 155 perché 4 sono ripetuti) e gli argomenti trattati sono la lavorazione dell'argento (ricette 1-9), l'uso e la lavorazione delle pietre preziose (10-88), e delle stoffe (89-159).
Non mancano passi simbolici ed esoterici, talvolta collegabili alle contemporanee prime dottrine alchemiche, come alcuni procedimenti per la creazione o l'imitazione dell'oro e dell'argento (sebbene i modelli di Ermete Trismegisto non vengano mai citati, restando quindi a livello di suggestione culturale). La notevole enfasi sui procedimenti per creare imitazioni di materiali preziosi ha fatto pensare che i due papiri facessero parte di una sorta di manuale per falsari. Forse però è più probabile che si tratti di un testo alchemico, probabilmente derivato da un trattato del I secolo chiamato Physica et mystica, scritto da un certo pseudo-"Democrito".